# Päpstliche Universität der Salesianer

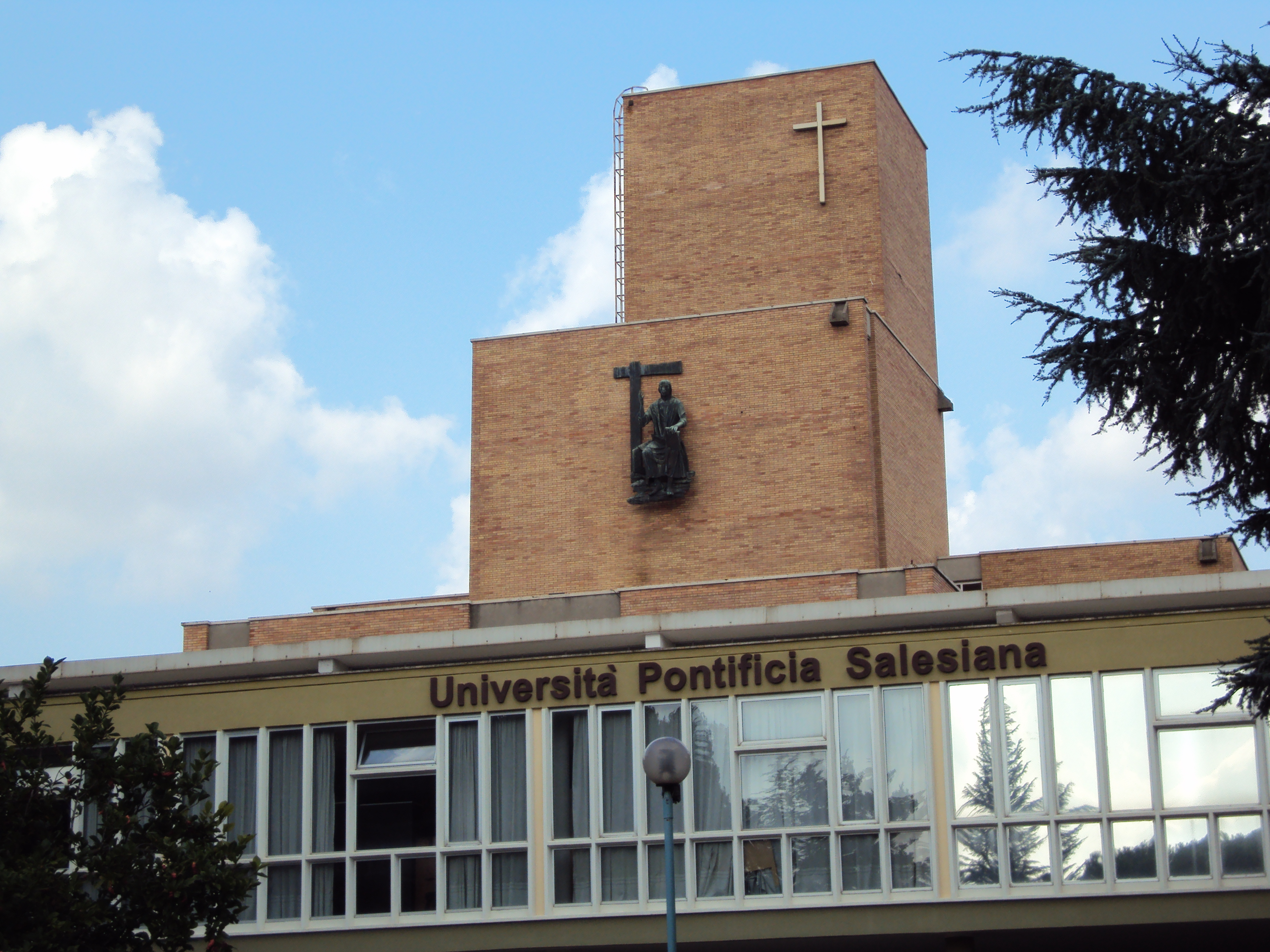
Päpstliche Universität der Salesianer

Die Päpstliche Universität der Salesianer (ital.: Università Pontificia Salesiana, kurz: UPS) ist die 1940 gegründete Ordenshochschule päpstlichen Rechts der Salesianer Don Boscos.
Sie bestand bis 1973 unter dem Namen Päpstliches Athenaeum Salesianum (Pontificio Ateneo Salesiano) und war zunächst im Oratorium Salesianum im Turiner Stadtteil Valdocco angesiedelt, dem Mutterhaus des Ordens. Die Hochschule wurde 1965 endgültig anerkannt und gleichzeitig weitgehend nach Rom verlegt. Bereits seit Anfang der 1960er Jahre, noch vor Fertigstellung der 1965 eingeweihten Neubauten, war der Lehr- und Studentenbetrieb sukzessive nach Rom verlagert worden und zunächst am provisorischen römischen Sitz der Hochschule in der Via Marsala untergekommen.
1973 wurde das Athenaeum von Papst Paul VI. zur Päpstlichen Universität erhoben und die Hochschule erhielt ihre heutige Bezeichnung.
Hauptsitz der Universität mit allen Fakultäten ist Rom. Ein Teil der theologischen Fakultät sowie das internationale Don Bosco Institut sind weiter in Turin ansässig, wo sich seit den 1920er Jahren das Ordensstudium befand und Vorläufereinrichtungen der heutigen Universität bestanden. Die meisten Professoren und viele Studenten der Universität sind Salesianer Don Boscos aus den verschiedenen Ländern der Welt, in denen der Orden vertreten ist.

## Fakultäten
- Theologische Fakultät
  - Institut für Dogmatik
  - Institut für Spiritualität
  - Institut für Pastoraltheologie

- Fakultät für Pädagogik und Erziehungswissenschaften
  - Institut für Geschichte und Theorie der Pädagogik und Erziehungswissenschaften
  - Institut für Didaktik, Methodik und Kommunikationswissenschaften
  - Institut für methodische Pädagogik
  - Institut für Jugendpastoral und Katechismus
  - Institut für Psychologie
  - Institut für Soziologie und Sozialwissenschaften

- Philosophische Fakultät
  - Institut für Religionswissenschaften
  - Institut für Sozial- und Politikwissenschaften

- Rechtswissenschaftliche Fakultät
  - Institut für Kanonisches Recht

- Fakultät für Psychologie
  - Institut für Psychologie
  - Istituto di Ricerca sui Processi Intrapsichici e Interpersonali (IRPIR) „Institut zur Erforschung von Zwischenmenschlichen und Intrapsychischen Prozessen“
  - Istituto di Formazione e Ricerca per Educatori e Psicoterapeuti (IFREP) „Institut zur Ausbildung und Forschung für Pädagogen und Psychotherapeuten“

## Rektoren
- Andrea Gennaro, 1940–1952
- Eugenio Valentini, 1952–1958
- Alfons Maria Stickler, 1958–1966
- Gino Corallo, 1966–1968
- Luigi Calonghi, 1968–1971
- Antonio María Javierre Ortas, 1971–1974
- Pietro Braido, 1974–1977
- Raffaele Farina 1977–1983
- Roberto Giannatelli, 1983–1989
- Tarcisio Bertone, 1989–1991
- Angelo Amato, (Prorektor) 1991, 1. Oktober – 2. Dezember
- Raffaele Farina, 1991–1997
- Michele Pellerey, 1997–2003
- Mario Toso, 2003–2009
- Carlo Nanni, 2009–2015
- Mauro Mantovani, 2015–2021
- Andrea Bozzolo, seit 2021

## Bekannte Professoren (chronologisch)
- Tommaso Demaria (1908–1996), bekannter Thomist
- Alfons Maria Kardinal Stickler (1910–2007), langjähriger Leiter der Vatikanischen Bibliothek und späterer Kurienkardinal
- Georg Söll (1913–1997), Dogmatiker
- Antonio María Kardinal Javierre Ortas (1921–2007), Präfekt der Kongregation für den Gottesdienst und die Sakramente (1992–1996)
- Rosalio José Kardinal Castillo Lara (1922–2007), 1984–1989 erster Präsident des Päpstlichen Rates für die Gesetzestexte, zuletzt bis 1997 Präsident des Governatorats für den Staat der Vatikanstadt, der Vatikanregierung
- Raffaele Kardinal Farina (* 1933), Archivar und Bibliothekar der Heiligen Römischen Kirche (2007–2012)
- Tarcisio Kardinal Bertone (* 1934), Vatikanischer Staatssekretär (2006–2013)
- Alois Kothgasser (1937–2024), Erzbischof von Salzburg (2002–2013)
- Angelo Amato (1938–2024), Präfekt der Kongregation für die Selig- und Heiligsprechungsprozesse
- Ludwig Schwarz (* 1940), Bischof von Linz (2005–2016)
- Mario Toso (* 1950), seit 2015 Bischof von Faenza
- Markus Graulich (* 1964), bekannter Kirchenrechtler

## Berühmte Studenten und Dozenten
- Joseph Prathan Sridanusil (* 1946), Bischof der thailändischen Diözese Surat Thani
- Massimo Palombella (* 1967), Musikprofessor
- Tomáš Zdechovský (* 1979), Politiker

## Affiliierte Hochschulen
- Philosophisch-Theologische Hochschule der Salesianer Don Boscos Benediktbeuern (Deutschland); geschlossen.
- Silva Henríquez Catholic University (Chile)
- Salesian University of Bolivia (Bolivien)